# Tribun Network
Tribun Network (dawniej Persda Network) – indonezyjska sieć gazet, której właścicielem jest grupa Kompas Gramedia. Sieć obejmuje szereg gazet lokalnych, rozsianych po różnych miastach Indonezji. Z siecią Tribun Network związany jest również serwis informacyjny Tribunnews.com (zał. 2010), należący do najczęściej odwiedzanych witryn internetowych w kraju.
Filia mediowa Kelompok Pers Daerah (Persda; nazwa firmy PT Indopersda Prima Media) została założona w 1987 roku, a od 2010 roku funkcjonuje pod nazwą Tribun Network.
W skład sieci Tribun Network wchodzi 26 gazet lokalnych (stan na 2020 rok).